# Damernas turnering i landhockey vid olympiska sommarspelen 2000
Damernas turnering i landhockey vid olympiska sommarspelen 2000 spelades mellan den 16 och 29 september 2000. Alla matcher spelades på Sydney Olympic Park Hockey Centre i Sydney och totalt 10 lag deltog. De 12 lagen delades upp i två grupper om fem lag i varje grupp. De tre främsta i varje grupp gick vidare till nästa omgång, medan de övriga lagen spelade placeringsmatcher. Det lag som vann turneringen och därmed vann guld var Australien. Argentina vann silver och Nederländerna vann brons.

## Medaljörer
| Gren               | Guld | Silver | Brons |
| Damernas turnering | Australien Kate Allen Alyson Annan Lisa Carruthers Renita Farrell Juliet Haslam Rechelle Hawkes Nikki Hudson Rachel Imison Clover Maitland Claire Mitchell-Taverner Jenny Morris Alison Peek Katrina Powell Angie Skirving Kate Starre Julie Towers | Argentina Magdalena Aicega Mariela Antoniska Inés Arrondo Luciana Aymar María Paz Ferrari Anabel Gambero Soledad García María de la Paz Hernández Laura Maiztegui Mercedes Margalot Karina Masotta Vanina Oneto Jorgelina Rimoldi Cecilia Rognoni Ayelén Stepnik Paola Vukojicic | Nederländerna Minke Booij Ageeth Boomgaardt Julie Deiters Mijntje Donners Fatima Moreira de Melo Clarinda Sinnige Hanneke Smabers Minke Smeets Margje Teeuwen Carole Thate Daphne Touw Fleur van de Kieft Dillianne van den Boogaard Macha van der Vaart Suzan van der Wielen Myrna Veenstra |

## Grupper
| Grupp A: - Australien - Argentina - Spanien - Storbritannien - Sydkorea | Grupp B: - Nya Zeeland - Kina - Nederländerna - Tyskland - Sydafrika |

## Gruppspel

### Grupp A
| Lag            | Spelade | W | D | L | GF | GA | Poäng |
| -------------- | ------- | - | - | - | -- | -- | ----- |
| Australien     | 4       | 3 | 1 | 0 | 9  | 3  | 10    |
| Argentina      | 4       | 2 | 0 | 2 | 5  | 6  | 6     |
| Spanien        | 4       | 1 | 2 | 1 | 2  | 3  | 5     |
| Storbritannien | 4       | 1 | 1 | 2 | 5  | 5  | 4     |
| Sydkorea       | 4       | 0 | 2 | 2 | 4  | 8  | 2     |

| 16 september | 8:30  | Sydkorea       | 2 | - | 3 | Argentina      |
| 17 september | 15:30 | Australien     | 2 | - | 1 | Storbritannien |
| 17 september | 18:30 | Sydkorea       | 0 | - | 0 | Spanien        |
| 18 september | 18:30 | Storbritannien | 0 | - | 1 | Argentina      |
| 19 september | 15:30 | Australien     | 1 | - | 1 | Spanien        |
| 20 september | 10:30 | Sydkorea       | 2 | - | 2 | Storbritannien |
| 20 september | 20:30 | Australien     | 3 | - | 1 | Argentina      |
| 21 september | 10:30 | Argentina      | 0 | - | 1 | Spanien        |
| 22 september | 15:30 | Australien     | 2 | - | 2 | Sydkorea       |
| 22 september | 20:30 | Storbritannien | 2 | - | 0 | Spanien        |

### Grupp B
| Lag           | Spelade | W | D | L | GF | GA | Poäng |
| ------------- | ------- | - | - | - | -- | -- | ----- |
| Nya Zeeland   | 4       | 2 | 1 | 1 | 7  | 5  | 7     |
| Kina          | 4       | 2 | 0 | 2 | 4  | 5  | 6     |
| Nederländerna | 4       | 1 | 2 | 1 | 9  | 9  | 5     |
| Tyskland      | 4       | 1 | 2 | 1 | 6  | 6  | 5     |
| Sydafrika     | 4       | 1 | 1 | 2 | 4  | 5  | 1     |

| 16 september | 10:30 | Tyskland      | 1 | - | 1 | Nya Zeeland |
| 17 september | 15:30 | Nederländerna | 1 | - | 2 | Kina        |
| 17 september | 20:30 | Tyskland      | 2 | - | 1 | Sydafrika   |
| 18 september | 20:30 | Kina          | 0 | - | 2 | Nya Zeeland |
| 19 september | 13:30 | Nederländerna | 2 | - | 2 | Sydafrika   |
| 20 september | 8:30  | Tyskland      | 1 | - | 2 | Kina        |
| 20 september | 18:30 | Nederländerna | 4 | - | 3 | Nya Zeeland |
| 21 september | 18:30 | Nya Zeeland   | 1 | - | 0 | Sydafrika   |
| 22 september | 13:30 | Nederländerna | 2 | - | 2 | Tyskland    |
| 22 september | 18:30 | Kina          | 0 | - | 1 | Sydafrika   |

## Placeringsmatcher

### Sjunde till tionde plats
|  | Crossover         | Crossover         |   |                   | Sjunde plats      | Sjunde plats |  |
|  |                   |                   |   |                   |                   |              |  |
|  | 25 september 2000 |                   |   |                   |                   |              |  |
|  | Storbritannien    | 3                 |   |                   |                   |              |  |
|  | Sydafrika         | 2                 |   |                   |                   |              |  |
|  |                   |                   |   |                   |                   |              |  |
|  |                   |                   |   |                   | 27 september 2000 |              |  |
|  |                   |                   |   |                   | Storbritannien    | 0            |  |
|  |                   | Tyskland          | 2 |                   |                   |              |  |
|  |                   |                   |   |                   |                   |              |  |
|  |                   |                   |   |                   |                   |              |  |
|  |                   |                   |   |                   | Nionde plats      |              |  |
|  | 25 september 2000 | 25 september 2000 |   | 27 september 2000 | 27 september 2000 |              |  |
|  | Sydkorea          | 2                 |   | Sydafrika         | 0                 |              |  |
|  | Tyskland (a.e.t.) | 3                 |   |                   | Sydkorea          | 3            |  |

## Medaljomgång
| Lag           | Spelade | W | D | L | GF | GA | Poäng |
| ------------- | ------- | - | - | - | -- | -- | ----- |
| Australien    | 5       | 4 | 1 | 0 | 17 | 3  | 13    |
| Argentina     | 5       | 3 | 0 | 2 | 13 | 7  | 9     |
| Nederländerna | 5       | 2 | 0 | 3 | 8  | 14 | 6     |
| Spanien       | 5       | 1 | 3 | 1 | 5  | 5  | 6     |
| Kina          | 5       | 1 | 1 | 3 | 4  | 10 | 4     |
| Nya Zeeland   | 5       | 1 | 1 | 3 | 8  | 16 | 4     |

24 september, 2000
| SPANIEN | 0 - 0 (0 - 0) | KINA | 11:00 State Hockey Centre, Sydney Dom: Spitaleri (ITA) och De Klerk (RSA) |

24 september, 2000
| ARGENTINA             | 3 - 1 (2 - 1) | NEDERLÄNDERNA     | 14:00 State Hockey Centre, Sydney Dom: Barnesby (AUS) och Yasueda (JAP) |
| Luciana Aymar 3' (pc) |               | Minke Smabers 12' | 14:00 State Hockey Centre, Sydney Dom: Barnesby (AUS) och Yasueda (JAP) |
| Agustina García 26'   |               |                   |                                                                         |
| Agustina García 50'   |               |                   |                                                                         |

24 september, 2000
| AUSTRALIEN            | 3 - 0 (0 - 0) | NYA ZEELAND | 16:00 State Hockey Centre, Sydney Dom: Barnesby (AUS) och Yasueda (JAP) |
| Nikki Hudson 50' (pc) |               |             | 16:00 State Hockey Centre, Sydney Dom: Barnesby (AUS) och Yasueda (JAP) |
| Nikki Hudson 52'      |               |             |                                                                         |
| Katrina Powell 62'    |               |             |                                                                         |

25 september, 2000
| ARGENTINA           | 2 - 1 (1 - 1) | CHINA                | 13:30 State Hockey Centre, Sydney Dom: Farrell (NZL) and Cohen (NED) |
| Luciana Aymar 35'   |               | Chuling Tang 6' (pc) | 13:30 State Hockey Centre, Sydney Dom: Farrell (NZL) and Cohen (NED) |
| Agustina García 52' |               |                      |                                                                      |

25 september, 2000
| AUSTRALIEN               | 5 - 0 (1 - 0) | NEDERLÄNDERNA | 18:30 State Hockey Centre, Sydney Dom: Spitaleri (ITA) och Yasueda (JAP) |
| Alyson Annan 50' (ps)    |               |               | 18:30 State Hockey Centre, Sydney Dom: Spitaleri (ITA) och Yasueda (JAP) |
| Rechelle Hawkes 52' (pc) |               |               |                                                                          |
| Katrina Powell 62'       |               |               |                                                                          |
| Alyson Annan 52'         |               |               |                                                                          |
| Jenny Morris 70' (ps)    |               |               |                                                                          |

25 september, 2000
| SPANIEN               | 2 - 2 (1 - 0) | NYA ZEELAND           | 20:30 State Hockey Centre, Sydney Dom: Clarke (GBR) och Van Gemert (NED) |
| Sonia Barrio 13' (pc) |               | Mandy Smith 46' (pc)  | 20:30 State Hockey Centre, Sydney Dom: Clarke (GBR) och Van Gemert (NED) |
| Núria Camón 70'       |               | Kate Trolove 60' (pc) |                                                                          |

27 september, 2000
| NEDERLÄNDERNA            | 2 - 1 (1 - 0) | SPANIEN                   | 11:00 State Hockey Centre, Sydney Dom: Mi Ok Lee (KOR) och Conen (GER) |
| Suzan vd Wielen 28' (pc) |               | Sonia de Ignacio 68' (pc) | 11:00 State Hockey Centre, Sydney Dom: Mi Ok Lee (KOR) och Conen (GER) |
| Suzan vd Wielen 63'      |               |                           |                                                                        |

27 september, 2000
| ARGENTINA               | 7 - 1 (3 - 1) | NYA ZEELAND             | 16:30 State Hockey Centre, Sydney Dom: Barnesby (AUS) och Yasueda (JAP) |
| Cecilia Rognoni 9' (pc) |               | Tina Bell-Kake 33' (pc) | 16:30 State Hockey Centre, Sydney Dom: Barnesby (AUS) och Yasueda (JAP) |
| Vanina Oneto 12'        |               |                         |                                                                         |
| Karina Masotta 31'      |               |                         |                                                                         |
| Vanina Oneto 40'        |               |                         |                                                                         |
| Vanina Oneto 42'        |               |                         |                                                                         |
| Cecilia Rognoni 47'     |               |                         |                                                                         |
| Vanina Oneto 49'        |               |                         |                                                                         |

27 september, 2000
| AUSTRALIEN                   | 5 - 1 (3 - 0) | KINA                  | 13:30 State Hockey Centre, Sydney Dom: Clarke (GBR) och De Klerk (RSA) |
| Nikki Hudson 2' (pc)         |               | Huiping Yang 45' (pc) | 13:30 State Hockey Centre, Sydney Dom: Clarke (GBR) och De Klerk (RSA) |
| Julie Towers 9'              |               |                       |                                                                        |
| Nikki Hudson 28' (pc)        |               |                       |                                                                        |
| Jenny Morris 42' (pc)        |               |                       |                                                                        |
| Claire Mitchell-Taverner 48' |               |                       |                                                                        |

### Bronsmatch
29 september, 2000
| NEDERLÄNDERNA              | 2 - 0 (1 - 0) | SPANIEN | 17:30 State Hockey Centre, Sydney Dom: Clarke (GBR) och Spitaleri (ITA) |
| Ageeth Boomgaardt 10' (pc) |               |         | 17:30 State Hockey Centre, Sydney Dom: Clarke (GBR) och Spitaleri (ITA) |
| Carole Thate 55'           |               |         |                                                                         |

### Final
29 september, 2000
| AUSTRALIEN            | 3 – 1 (2 – 0) | ARGENTINA        | 20:00 State Hockey Centre, Sydney Dom: Van Gemert (NED) och Yasueda (JAP) |
| Alyson Annan 9'       |               | Vanina Oneto 43' | 20:00 State Hockey Centre, Sydney Dom: Van Gemert (NED) och Yasueda (JAP) |
| Juliet Haslam 25'     |               |                  |                                                                           |
| Jenny Morris 37' (pc) |               |                  |                                                                           |